# Giovanni Anguissola
Giovanni Anguissola (Piacenza, 1514 – Como, 28 de junio de 1578) fue un noble y militar italiano.

## Biografía
Era hijo de Gian Giacomo Anguissola, conde de Piacenza y de Angela Tedesco. 
En 1538 fue desterrado de Piacenza por haber asesinado al abad de San Savino.  En 1541 entró al servicio de Pier Luigi Farnese, duque de Castro, contra la familia romana de los Colonna, enemiga de los Farnese.
El 10 de septiembre de 1547 hirieron de muerte a Pier Luigi Farnese, que por entonces era duque de Parma y Piacenza. La conjura se fraguó gracias al apoyo del hermano político, Aloisio Gonzaga, y en ella tomaron parte los condes Francesco Anguissola y Agostino Landi, junto con los marqueses Giovan Luigi Gonfalonieri, Girolamo Pallavicini y Alessandro Pallavicini, de Castel Goffredo. Después de que Anguissola y otros le hirieran hasta dejarle muerto, los conjurados colgaron su cuerpo de una ventana de su palacio en Piacenza. El vicario de Carlos V, Ferrante Gonzaga, gobernador de Milán en el momento, tomó seguidamente posesión del ducado.
De 1550 a 1558 fue elegido por Ferrante Gonzaga y el cardenal Hércules Gonzaga para gobernar el feudo de Castiglione, Castel Goffredo y Solferino, tras la muerte de su hermana, la marquesa Caterina Anguissola, que había ocupado el gobierno en nombre de sus tres hijos menores, Alfonso, Ferrante Gonzaga y Horacio.
Fue nombrado gobernador de Como, donde murió en 1578.
Su figura fue recordada en 1839 en un drama en cinco actos escritos por Felice Turotti y titulado El conde Giovanni Anguissola.